# Vadomové

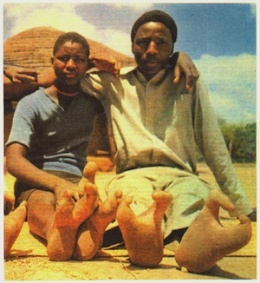
Vadomové s ektrodaktylií

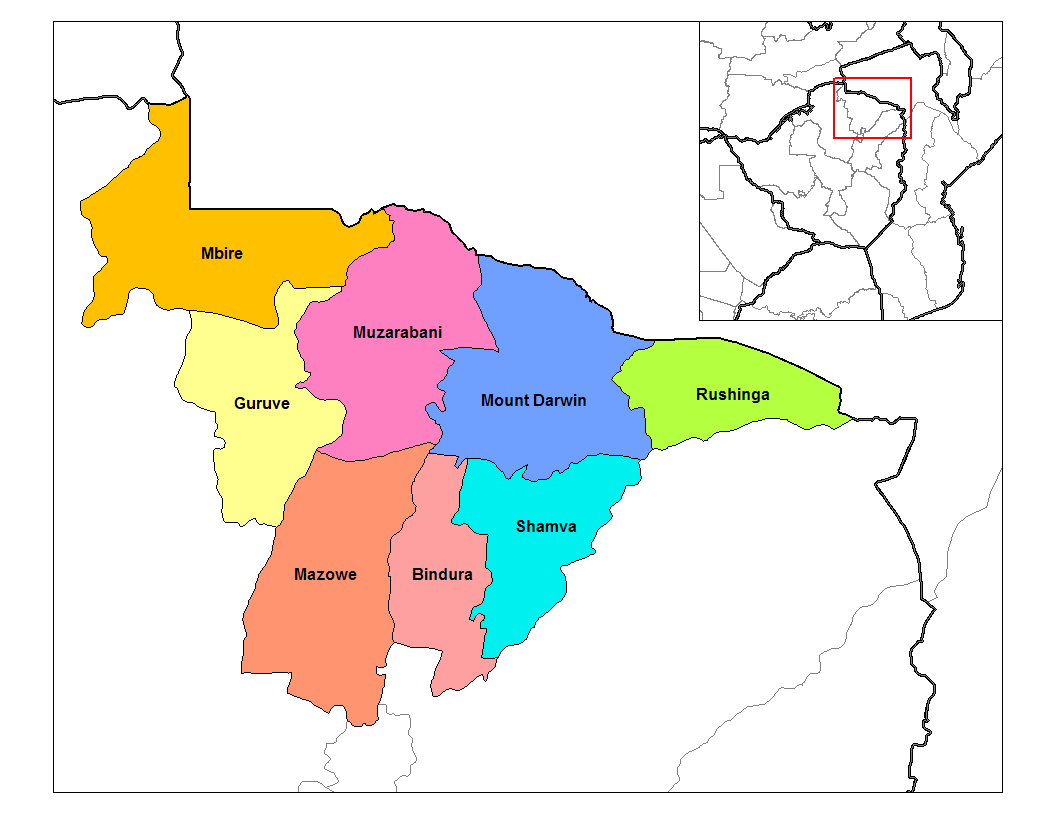
Mapa zimbabwské provincie Mashonaland Central. Vadomové žijí v regionu Rushinga.

Vadomové (též Doma, vaDoma, Dema nebo Wadoma) je africký kmen, který obývá oblast v okolí městečka Kanyemba v Zimbabwe, v provincii Mashonaland Central, přímo na hranicích s Mosambikem a Zambií, při řece Zambezi a jejím přítoku Mwazamutanda. Je to jediný kmen v Zimbabwe, který se tradičně živí lovecko-sběračským způsobem života. Dodnes žijí poměrně izolovaně od ostatních kmenů. Kmen Vadomů je unikátní tím, že se mezi jeho členy vyskytuje velmi často ektrodaktylie, což je genetický syndrom postihující chodidla. Ektrodaktylická chodidla mají jen dva velké prsty, díky tomuto syndromu se také Vadomům také někdy přezdívá "pštrosí lidé".
Vadomové mají svůj vlastní jazyk, dema, který je blízce příbuzný šonštině, jednoho z hlavních jazyků v Zimbabwe. Mnozí Vadomové ovládají také jazyk kunda, což je jazyk kmene Kundů, který také žije v regionu v okolí Kayemby.

## Historie
Podle vadomské mytologie pochází předci kmene ze stromu baobabu, odkud přišli sbírat plody a lovit v krajině. V údolí Zambezi se pojmem "Vadoma" tradičně označují mytičtí lidé, kteří mají magické schopnosti, žijí mezi stromy a je velmi těžké je objevit. Legenda o těchto mytických lidech je také dost možná inspirovaná khojsanskými lovecko-sběračskými kmeny, kteří v regionu žili před příchodem Bantuů. Je možné, že tito khojsanští lovci a sběrači a současní Vadomové jsou spolu spřízněni.
Velká část Vadomů (zhruba čtvrtina) je postižena ektrodaktylií, tudíž má jen dvouprstou nohu (prostřední tři prsty zcela chybí, zbylé dva prsty jsou zvětšené). Ektrodaktylie je takto rozšířena především díky tomu, že Vadomové mají zakázáno brát si příslušníky jiných kmenů a genofond je tedy mezi Vadomy poměrně malý. Ektrodaktylie ovšem Vadomy nijak výrazně neomezuje v životě, naopak díky ní mohu snáze lézt na stromy.
Vadomové tradičně žili kočovným životem v horách, kde lovili, rybařili nebo sbírali med a rostliny. Vadomové ve svém původním způsobu života přečkali i rozmach království Mutapa, evropskou kolonizaci i pozemkové reformy za vlády Roberta Mugabeho.
Původní horská oblast, kde Vadomové žili, se stala safari parkem Chewore Safari Area. V posledních letech jsou také Vadomové ohroženi lovem a pytláctvím v regionu. Velká část Vadomů se proto stáhla do nížin, kde mají stálá obydlí, většinou vyvýšená (na obranu proti predátorům), ale přitom se stále věnují lovu a sběračství. Vadomové stále žijí velmi izolovaně, s minimálním kontaktem s ostatními kmeny. Mnoho Vadomů dlouho odmítalo nosit textilní oblečení. V roce 2014 byl v komunitě Vadomů založen adventistický kostel.